# Sprachtypologie
Die Sprachtypologie ist ein Forschungsfeld der Linguistik, das sich mit dem Vergleich und der Klassifikation von Sprachen anhand struktureller Eigenschaften befasst. Die typologische Klassifikation unterscheidet sich von der genetischen Klassifikation, welche Sprachen nach primären etymologischen Ursprüngen, das heißt nach ihren Ursprachen, in Sprachfamilien einordnet, und von der geographischen Klassifikation, welche Sprachen aufgrund von durch anhaltenden Sprachkontakt entstandenen Ähnlichkeiten in Sprachbünden gruppiert. Eine typologische Klasse wird Sprachtyp genannt. Es bestehen verschiedene Ansätze zur Sprachtypologie.

## Morphologische Sprachtypologie

### Vorläufer und Begründer des sprachtypologischen Ansatzes
Im Jahr 1767 erschien Nicolas Beauzées Hauptwerk, die zweibändige Grammaire générale ou exposition raisonnée des éléments nécessaires du langage, pour servir de fondement à l’étude de toutes les langues, die in Teilen auf Beauzées Beiträgen zur Encyclopédie ou Dictionnaire raisonné des sciences, des arts et des métiers basierte. Es handelte sich dabei um eine Universalgrammatik im Geiste Antoine Arnaulds und Claude Lancelots. Beauzée kann als Begründer des sprachtypologischen Ansatzes angesehen werden. Bei der Begründung seiner Theorie war Beauzée um eine, soweit es ihm möglich war, fundierte empirische Basis bemüht.

### Klassische morphologische Typologie
Zu den frühesten Typologien gehört die von August Wilhelm Schlegel und Wilhelm von Humboldt. Sie teilten die Sprachen aufgrund morphologischer Kriterien in synthetische und analytische Sprachen ein.
- Synthetische Sprachen = verschmelzende Sprachen drücken syntaktische Verhältnisse im Satz zumindest teilweise durch Affixe aus.
  - Untergruppen der synthetischen Sprachen sind
    - Agglutinierende Sprachen (wie Türkisch oder Ungarisch),
    - Polysynthetische Sprachen (wie die irokesischen Sprachen) und
    - Fusionierende Sprachen, die meisten sind vom Typus der flektierenden Sprachen, wie etwa die meisten indogermanischen Sprachen.[3]
- Analytische Sprachen verwenden für die syntaktische Funktion Wortstellungsregularitäten oder nicht gebundene Funktionswörter. Die analytischen Sprachen umfassen die Gruppe der isolierenden Sprachen, zu der auch das Chinesische gehört.

### Die moderne, mit Parametern operierende morphologische Typologie
Obwohl die klassische Klassifikation auch heute noch häufig verwendet wird, sind in der jüngeren Vergangenheit einige Schwachpunkte des Systems kritisiert worden: Das größte Manko ist, dass die klassische morphologische Typologie eine Reihe starrer Sprachtypen postuliert, die bestenfalls Prototypen repräsentieren und in ihrer reinen Form nur sehr selten zu finden sind. Zum Beispiel kann eine Sprache überwiegend agglutinierende Affixe, aber auch einige fusionale Elemente besitzen. Deshalb ist in den letzten Jahrzehnten ein alternatives Klassifikationssystem vorgeschlagen worden, das nicht mit vorgefertigten Typen, sondern mit zwei Parametern arbeitet, auf denen Sprachen sich mit jeweils fließenden Übergängen bewegen.
- Der erste Parameter ist die Morphem-pro-Wort-Rate, Kriterium ist also die Anzahl an Morphemen pro Wort. Extremfälle, die die Endpunkte der Skala markieren (aber eben nicht die einzigen Möglichkeiten darstellen), wären auf der einen Seite völlig isolierende Sprachen (typischerweise genau ein Morphem pro Wort), auf der anderen Seite polysynthetische Sprachen (typischerweise potentiell sehr viele Morpheme pro Wort).
- Der zweite Parameter ist der Fusionsgrad, also das Ausmaß der Segmentierbarkeit der grammatischen Morpheme. Extremfälle wären hier hochgradig fusionierende Sprachen (mit geringer Segmentierbarkeit und hoher morphophonologischer Varianz der Morpheme) und Agglutination (Segmentierbarkeit und Invarianz der Morpheme).

Durch die Kombination der beiden Parameter lassen sich sehr viele Sprachen der Welt zufriedenstellend charakterisieren.
Aussagen wie „Türkisch ist eine agglutinierende Sprache“, bei denen nur eine Angabe zum Sprachtyp gemacht wird, beziehen sich auf die klassische morphologische Typologie; wenn zwei Angaben gemacht werden, ist zumeist die modernere Variante als zugrunde liegend impliziert. Die Aussage „Nahuatl ist eine agglutinierende, polysynthetische Sprache“ (vgl. den entsprechenden Artikel) ist also so zu lesen, dass es sich um eine Sprache mit vielen Morphemen pro Wort handelt (polysynthetisch), wobei diese zumeist segmentierbar sind (agglutinierend).

## Sprachtypologie mit den Mitteln der Statistik
Im Bewusstsein, dass Sprachen Eigenschaften wie „isolierend“, „agglutinierend“ oder „flektierend“ in unterschiedlichem Maße aufweisen, wurden von Greenberg insgesamt 10 Maße für morphologische und syntaktische Eigenschaften entwickelt, die es erlauben, den Grad, in dem eine Sprache eine bestimmte Eigenschaft aufweist, genau zu messen. Das bekannteste Maß ist der sog. „Syntheseindex“, in dem die Zahl der Morpheme eines Textes in Relation zur Zahl der Wörter gebracht wird, in denen diese Morpheme vorkommen. Als Ergebnis erhält man eine Charakteristik für eine betrachtete Sprache, die aus 10 Messwerten besteht und exakte Vergleiche mit beliebigen anderen Sprachen ermöglicht. Dieses Konzept wurde von Altmann und Lehfeldt weiterentwickelt, in dem sie die theoretischen Grundlagen erörtert und gezeigt haben, dass zwischen den Indizes (Maßen) Korrelationen bestehen. Sie haben ferner gezeigt, wie man auf dieser Basis mit Hilfe der numerischen Taxonomie zu einer typologischen Klassifikation der Sprachen kommen kann und mit welchem Ergebnis. Eine Fortführung dieser Ansätze findet sich bei Silnitzki, der u. a. ein weiteres Sprachmaß testet und weitere Sprachen in seine Untersuchungen einbezieht.

## Wortstellungstypologie
Ein neuerer Ansatz ist die Universalienforschung von Joseph Greenberg, die nach allgemein auftretenden Strukturgesetzmäßigkeiten in den Sprachen der Welt sucht. Ein Beispiel hierfür ist die Wortstellungstypologie, die auf syntaktischen Kriterien beruht. Sie klassifiziert Sprachen nach der Reihenfolge von Subjekt, Objekt und Verb in einem unmarkierten Satz. Den jeweiligen dieser Sprachtypen einer Klasse nennt man häufig auch einfach nur selbst „Typ der Sprache“:
- SVO Subjekt-Verb-Objekt, z. B. Englisch, Chinesisch, Französisch, Spanisch, Russisch
- SOV Subjekt-Objekt-Verb, z. B. Türkisch, Japanisch, Persisch, Latein (dort Wortstellung grundsätzlich frei; es besteht aber eine starke Tendenz zu SOV oder OSV)
- VSO Verb-Subjekt-Objekt, z. B. Gälisch, Walisisch, Aramäisch, Tagalog, Standardarabisch

In fast allen Sprachen geht allerdings das Subjekt dem Objekt voraus, sodass die folgenden drei Typen nur sehr vereinzelt auftreten:
- VOS Verb-Objekt-Subjekt, z. B. Fidschi, Malagasy, Javanisch
- OSV Objekt-Subjekt-Verb, z. B. Warao, Xavante
- OVS Objekt-Verb-Subjekt, z. B. Apalai, Bacairi, Guarijio, Hixkaryána

Beim Deutschen und Niederländischen wird diese Klassifikation dadurch erschwert, dass das „analytisch“ zusammengesetzte Verb (allerdings nach festen Regeln) in mehreren Teilen über den Satz verteilt wird und Subjekt, alle direkten und indirekten – auch genitivischen – Objekte und alle Orts-, Zeit- oder Modalangaben usw. regelkonform auch dazwischen und davor platziert werden können, beispielsweise: „Einen Fuchs habe ich im Wald gesehen“ oder „Im Wald habe ich einen Fuchs gesehen“, oder auch „Dieses Fuchses sollten wir uns schon lange entledigt haben“. Diese Sprachen werden daher häufig als V2-Sprachen klassifiziert, da sich der konjugierte Teil des Verbs unabhängig von der Position von Subjekt, Objekt und den anderen Satzteilen in jedem Fall an der zweiten Stelle und gleichzeitig die restlichen Teile des Verbs immer am Ende eines Hauptsatzes befinden. Häufiger wird allerdings die im Nebensatz verwendete Reihenfolge als Grundwortstellung angenommen (im Nebensatz steht der konjugierte Teil des Verbs immer am Satzende), in diesem Beispiel also „dass ich im Wald einen Fuchs gesehen habe“, sodass das Deutsche und das Niederländische dementsprechend als SOV klassifiziert werden.
Einige Sprachen, insbesondere stark flektierende, bereiten bei der Einordnung in dieses System besondere Probleme, da sie im Grunde jede beliebige Reihenfolge von Verb und Objekt zulassen. Beispiele sind Latein und die polnische Sprache. Dies liegt aber eher an dem syntaktischen Analyse-Ansatz, der hier nicht weiterhilft. Dagegen scheint ein pragmatischer Ansatz weiterzuhelfen wie etwa derjenige, den die Functional Grammar von Simon C. Dik bereitstellt und der grob zwischen Topik (der bekannte Aktant, über den etwas ausgesagt wird) und Fokus (das wichtigste Element der Äußerung) unterscheidet. Auch im noch stärker flektierenden Altgriechischen hilft dieser Ansatz weiter, wie H. Dik in zwei Büchern über Herodot und die Tragödiensprache von 1995 und 2007 gezeigt hat. Allerdings relativieren solche pragmatischen Analyseansätze die weitgehend syntaktisch arbeitenden Wortstellungstypologien erheblich.
Theo Vennemann und Winfred P. Lehmann haben die sechs grundlegenden Typen durch Herausnahme des Subjektes auf zwei reduziert (VO und OV). Die weitreichenden Konsequenzen, insbesondere sprachhistorischer Natur, die sie daraus ableiten, sind in der Fachwelt allerdings umstritten.

## Relationale Typologie (morphosyntaktische Ausrichtung)
Die relationale Typologie klassifiziert Sprachen bezüglich ihres morphosyntaktischen Ausdrucks der fundamentalen grammatischen Relationen (siehe Akkusativ-, Aktiv- und Ergativsprache).

## Phonologische Sprachtypologie
Je nach Forschungsinteresse kann man typologischen Betrachtungen Kriterien aus allen Teildisziplinen der Linguistik zu Grunde legen. Aus phonologischer Perspektive kann man Sprachen beispielsweise in akzentzählende, morenzählende und silbenzählende einteilen.